# Canton de Toulouse-13
Le canton de Toulouse-13 est une ancienne division administrative française de l’arrondissement français de Toulouse, dans le département de la Haute-Garonne en région Midi-Pyrénées et fait partie de la première circonscription de la Haute-Garonne depuis le redécoupage de 2010 (mois la commune de Colomiers Sixième circonscription de la Haute-Garonne).

## Composition
Le canton de Toulouse-13 (1973-2015) était composé de la commune suivante :
- Colomiers

| Nom       | Code Insee | Intercommunalité   | Superficie (km2) | Population (dernière pop. légale) | Densité (hab./km2) |
| --------- | ---------- | ------------------ | ---------------- | --------------------------------- | ------------------ |
| Colomiers | 31149      | Toulouse Métropole | 20,83            | 38 541 (2014)                     | 1 850              |

et d'une fraction de la commune de :
- Toulouse (partie)

Quartiers de Toulouse inclus dans le canton :
- Ancely
- Saint-Martin du Touch

## Représentation
| Période | Période | Identité                  | Étiquette | Qualité |
| ------- | ------- | ------------------------- | --------- | --- |
| 1973    | 1998    | Jean Vauchère (1923-1999) | PS        | Cadre à la Sécurité sociale 1er adjoint au maire de Colomiers (1971-1995) député suppléant (1973-1986) d'Alex Raymond |
| 1998    | 2011    | Bernard Sicard            | PS        | Cadre à l'Aérospatiale Maire de Colomiers (2001-2014) Vice-Président du Conseil Général                               |
| 2011    | 2015    | Patrick Jiména            | EELV      | Éducateur spécialisé Conseiller municipal de Colomiers depuis 2014                                                    |

Le canton fait partie de la cinquième circonscription de la Haute-Garonne.

## Démographie
| 1975 | 1982 | 1990   | 1999   | 2006   | 2011   | 2012   |
| ---- | ---- | ------ | ------ | ------ | ------ | ------ |
| -    | -    | 33 493 | 37 809 | 43 717 | 47 767 | 49 088 |